# Народжений романтиком
«Народжений романтиком» (англ. Born Romantic) — британський кінофільм режисера Девіда Кейна, що вийшов на екрани в 2000.

## Сюжет
Сучасний Лондон, місто-мурашник, що нескінченно рухається, дав притулок у своїх глибинах маленькому клубу любителів латинських танців. Тут можна провести вечір або знайти того, хто ловить кожен твій рух. Десь у місті живуть у своїх буденних планах семеро англійців. Клуб стає для них домівкою, де нескінченні нерозв'язні особисті проблеми розчиняються в жарких ритмах. Крок за кроком, вони зустрічаються і розлучаються, щоб через короткий час зустрітися знову. Павутина пристрасті обплутує їх. Танець рано чи пізно закінчується, пробудивши бажання. Дорослі діти хочуть дорослих ігор, яким не вчаться за підручниками.

## У ролях
| Актор            | Роль               |
| ---------------- | ------------------ |
| Крейг Фергюсон   | Френкі             |
| Джон Томсон      | перший водій таксі |
| Ієн Харт         | другий водій таксі |
| Джейн Хоррокс    | Мо                 |
| Адріан Лестер    | Джиммі             |
| Кетрін Маккормак | Джоселін           |
| Джимі Містрі     | Едді               |
| Девід Морріссі   | Фергус             |
| Олівія Вільямс   | Елінор             |
| Кеннет Кренем    | Барні              |
| Джессіка Гайнс   | Ліббі              |

## Знімальна група
- Режисер — Девід Кейн
- Сценарист — Девід Кейн
- Продюсер — Мікеле Камарда, Селлі Френч, Алістер Маклін-Кларк
- Композитор — Саймон Босуелл